# Wanted (альбом Мэриэн и Джимми Макпартлэндов)
| Оценки критиков                     | Оценки критиков |
| Источник                            | Оценка          |
| ----------------------------------- | --------------- |
| AllMusic                            | [ 1 ]           |
| The Encyclopedia of Popular Music   | [ 2 ]           |
| The Rolling Stone Jazz Record Guide | [ 3 ]           |

Wanted (стилизовано как !Wanted!) — концертный альбом супругов Макпартлэндов, корнетиста Джимми и пианистки Мэриэн, выпущенный в 1977 году на лейбле Improv Records. Это была одна из последних записей Джимми Макпартлэнда.

## Список композиций
1. «All the Things You Are» — 7:12
2. «Just a Closer Walk with Thee» — 4:57
3. «Lonely Avenue» — 10:04
4. «Royal Garden Blues» — 6:04
5. «Dinah» — 5:20
6. «Undecided» — 8:08

## Участники записи
- Джимми Макпартлэнд — корнет
- Мэриан Макпартлэнд — фортепиано
- Брайан Торфф[англ.] — бас
- Херб Холл[англ.] — кларнет
- Джордж Рид[англ.] — ударные
- Бадди Тейт[англ.], Спайдер Мартин[англ.] — саксофон
- Боб Гротк, Винсент Моретт — звукорежиссёр
- Стивен Лейпа — продюсер

Все данные взяты из примечаний к альбому.